# Rinorea verrucosa
Rinorea verrucosa är en violväxtart som beskrevs av Thomas Ford Chipp. Rinorea verrucosa ingår i släktet Rinorea och familjen violväxter. Inga underarter finns listade i Catalogue of Life.